# Льежский укреплённый район

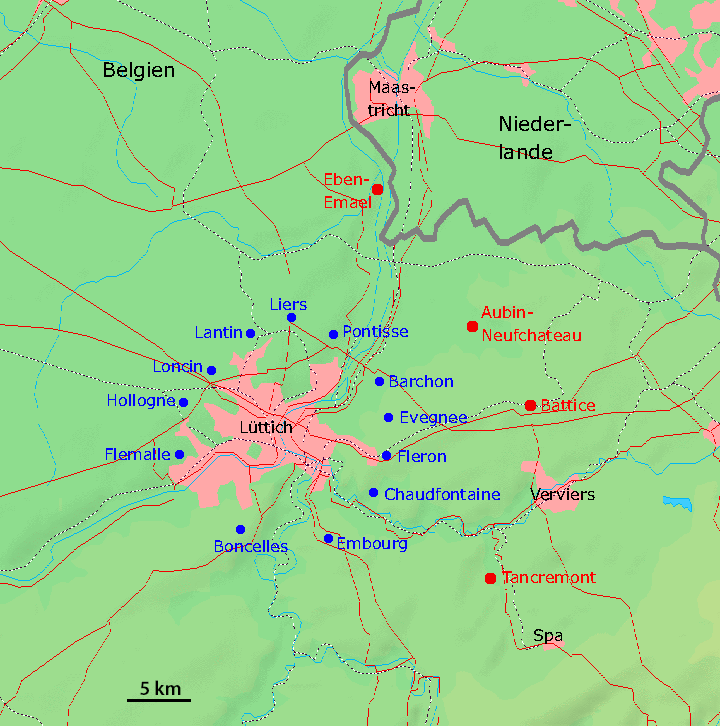
Карта укреплений Льежа. Форты, построенные между 1888 и 1891 годами — синие (укреплённый район II), Форты, построенные в 1930-х годах — красные (укреплённый район I)

Лье́жский укреплённый райо́н (фр. Position fortifiée de Liège) был создан после Первой мировой войны Бельгией, чтобы закрыть традиционный коридор интервенций Германия — Франция, который проходил через Бельгию. Опыт Первой мировой, в которой бельгийская армия сдержала лишь на неделю интервента под Льежем, нарушив германские планы вторжения во Францию, заставил Бельгию рассмотреть более совершенную оборонную стратегию. Бельгийцы усовершенствовали существующие укрепления в Льеже и расширили их до плато Эрва, ближайшего к Германии, используя наиболее продвинутые укрепления, доступные бельгийским технологиям. Однако, в 1936 году, в тщетной попытке предупредить очередной конфликт, королём Леопольдом III была провозглашена политика нейтралитета, препятствующая Франции использовать бельгийские укрепления и территорию для общей передовой обороны. В случае начала военного конфликта бельгийские укрепления должны были оказывать сопротивление в одиночку, до тех пор пока Франция не выдвинет свои войска на помощь Бельгии. В конце концов, укрепления снова не смогли сдержать немцев.
Укреплённый район делится на модернизированную оборонительную линию от канала Альберта до форта Эбен-Эмаль, выдвинувшимися к югу запланированными 5 дополнительными фортами, составляющими укреплённый район I, и кольцом фортов вокруг самого Льежа, которые образовывали укреплённый район II. Льеж закрывал главные дорожные и железнодорожные переправы через Маас и оставался таким же стратегически важным в 1930-х годах, как и в 1914 году.

## Оборонительная линия Льежа

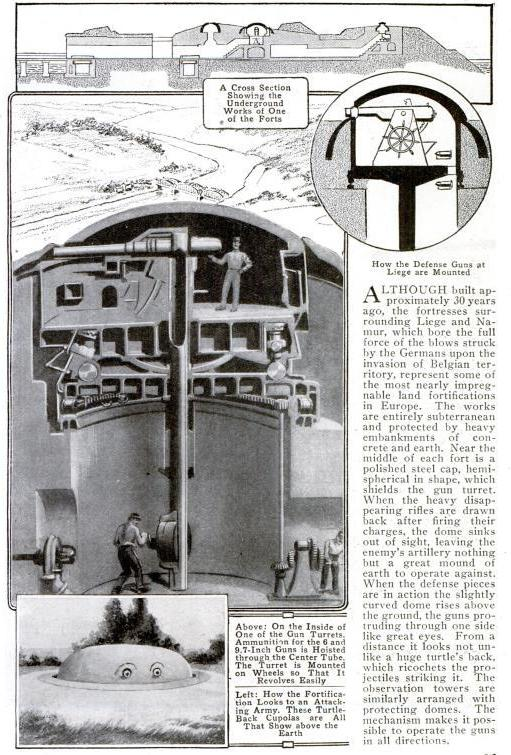
Броневая башня в разрезе и форт из Popular Mechanics

Первые модернизированные форты в Льеже были построены между 1888 и 1891 годами по инициативе бельгийского генерала Анри Алексис Бриальмона. Форты создали кольцо вокруг города на расстоянии 7 км от его центра. После Франко-прусской войны и Германия, и Франция интенсивно укрепляли свои новые границы в Эльзасе и Лотарингии. Сравнительно незащищённая долина реки Маас в Бельгии представлялась привлекательной альтернативой для сил, стремящихся вторгнуться или в Германию, или во Францию. Равнины Фландрии облегчали транспортировку, могли предоставить еду и топливо для интервента. Бриальмон понимал, что однажды Франция и Германия будут снова воевать. Укрепления в Льеже и Намюре могли заставить Францию и Германию отказаться от мысли вести их следующую войну в Бельгии. Укрепления Льежа предназначались для сдерживания Германии, в то время как форты Намюра были направлены против Франции.
В случае войны, задачей фортов было задержать продвижение врага, пока будут мобилизованы бельгийские силы.

### 12 фортов Первой мировой войны
Начиная с северного, правого берега Мааса:
- Форт Баршон[англ.];
- Форт Эвенье[англ.];
- Форт Флерон[англ.];
- Форт Шофонтен[англ.];
- Форт Амбур[англ.];
- Форт Бонсель[англ.];
- Форт Флемаль[англ.];
- Форт Оллонь[англ.];
- Форт Лонсен[англ.];
- Форт Лантен[англ.];
- Форт Льер[англ.];
- Форт Понтисс[англ.];[5].

Форты Льежа обороняли обширный узел коммуникаций, которые пересекали город и долину Мааса. Форты Бонсель и Флемаль защищали южную часть долины Мааса и железные дороги, проходящее через неё, форты Понтисс и Баршон — северную часть долины. Форты Эмбур и Шофонтен прикрывали долины рек Весдр и Урт, а также дороги и железнодорожные пути через эти долины. Форты Флерон и Эвенье фланкировали плато Хеспенгау, железную дорогу на Ахен и дорогу на Эрв — основной путь в Льеж. На западном берегу форты Льер, Лантен, Лонсен и Оллонь прикрывали железнодорожные линии и дороги, идущие на запад, к Брюсселю. 2 старых укреплённых пункта, которые были упразднены в 1891 году и не играли значительной роли ни в одной из войн: Цитадель Льежа, Форт Шартрёз. Планировались ещё 2 дополнительных бриальмоновских форта: один в Висе, где Маас можно было перейти вброд рядом с Ликсом на голландской границе; другой в Хёе, чтобы перекрыть путь вдоль Мааса между Намюром и Льежем. Ни один не был построен.
Кольцо фортов делилось на 4 сектора обороны, как показано в таблице ниже:
| Форты Льежа | Форты Льежа             | Форты Льежа                | Форты Льежа                    | Форты Льежа                                           | Форты Льежа    | Форты Льежа                                                     |
| Название    | Размер и форма          | Высота над уровнем моря, м | Расстояние от центра города, м | Расстояние до соседнего форта (по часовой стрелке), м | Сектор обороны | Модернизация перед Второй мировой                               |
| ----------- | ----------------------- | -------------------------- | ------------------------------ | ----------------------------------------------------- | -------------- | --------------------------------------------------------------- |
| Понтисс     | Большой трапецеидальный | 130                        | 7 000                          | 4 200                                                 | А              | модернизирован для укреплённого района II/IV                    |
| Баршон      | Большой треугольный     | 180                        | 8 300                          | 4 200                                                 | А              | модернизирован для укреплённого района II                       |
| Эвенье      | Малый треугольный       | 250                        | 9 100                          | 3 100                                                 | В              | модернизирован для укреплённого района II                       |
| Флерон      | Большой треугольный     | 260                        | 8 100                          | 3 500                                                 | В              | модернизирован для укреплённого района II                       |
| Шофонтен    | Малый трапецеидальный   | 210                        | 7 000                          | 4 600                                                 | В              | модернизирован для укреплённого района II                       |
| Амбур       | Малый трапецеидальный   | 190                        | 7 000                          | 1 900                                                 | С              | модернизирован для укреплённого района II                       |
| Бонсель     | Большой треугольный     | 210                        | 8 100                          | 6 400                                                 | С              | модернизирован для укреплённого района II                       |
| Флемаль     | Большой трапецеидальный | 180                        | 9 250                          | 5 600                                                 | С              | модернизирован для укреплённого района II/IV                    |
| Оллонь      | Малый треугольный       | 180                        | 5 700                          | 3 300                                                 | D              | переделан в склад военного имущества для укреплённого района II |
| Лонсен      | Большой треугольный     | 170                        | 8 700                          | 3 100                                                 | D              | разрушен во время Первой мировой войны                          |
| Лантен      | Малый треугольный       | 160                        | 6 050                          | 3 200                                                 | D              | не модернизировался                                             |
| Льер        | Малый треугольный       | 170                        | 5 700                          | 4 000                                                 | D              | переделан в склад военного имущества для укреплённого района II |

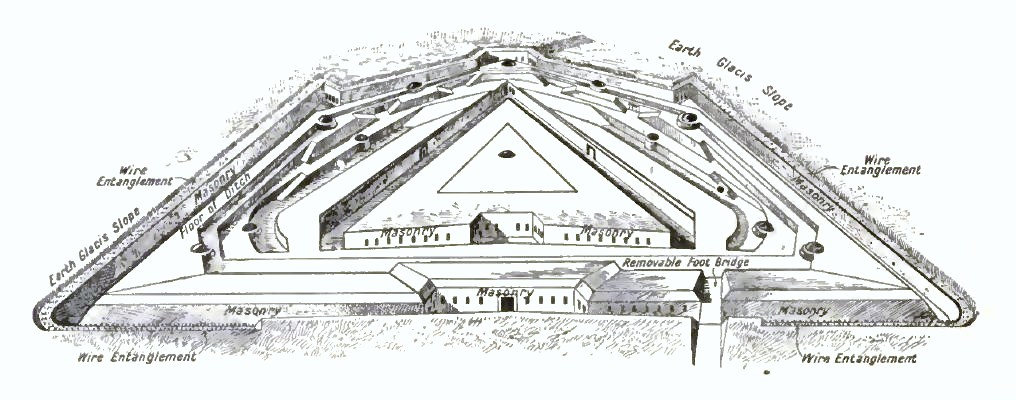
Трапецеидальный бриальмоновский форт, 1914

Строительство началось 28 июля 1888 года. Работы выполнялись французским консорциумом: Хальер, Летельер Фрэр и Жюль Баррату. Форты были снаряжены орудиями равными или превосходящими по мощи существовавшую тогда (в 1888 году) осадную артиллерию: 220-мм у Франции и 210-мм у Германии. Бетон заливался обычной массой без армирования. Отсутствие ночного освещения означало, что для укладки можно использовать лишь дневной свет, а это было причиной слабой сцепки между слоями, уложенными в разные дни. Форты Льежа и Намюра имели 171 тяжёлое орудие. Лёгкая 57-мм артиллерия предназначалась для близкого боя. Каждый форт был оборудован паровым электрогенератором для освещения, работы насосов и прожекторов.
Форты строились по небольшому количеству проектов со стандартизированными деталями. В основу проектов всех фортов входили следующие критерии: все казематированные постройки должны производиться исключительно из бетона, орудия — устанавливаться в броневых башнях. С этой целью бельгийское правительство заказало 147 броневых башен для фортов Льежа и Намюра. Заказ был распределён между 4 фирмами: одной германской (завод Грюзона) и тремя французскими (заводы Крезо, Сен-Шамона и Шатильон-Коммантри). Характеристики и вооружение башен представлены в таблицах ниже:
| Количество х тип орудий в башне | Количество башен в большом форту | Количество башен в малом форту | Фирма-производитель      | Стоимость, франков |
| ------------------------------- | -------------------------------- | ------------------------------ | ------------------------ | ------------------ |
| 2 × 150-мм орудия               | 1                                | 0                              | Грюзон, Сен-Шамон, Крезо | 290 000            |
| 2 × 120-мм орудия               | 2                                | 0                              | Шатильон-Коммантри       | 231 500            |
| 1 × 120-мм орудие               | 0                                | 2                              | Шатильон-Коммантри       | 195 000            |
| 1 × 210-мм гаубица              | 2                                | 1                              | Грюзон                   | 112 000            |
| 1 × 57-мм орудие                | 4                                | 3                              | Грюзон                   | 106 500            |

| Тип орудия          | Диаметр башни, м | Угол огня, градусы | Длина ствола, м | Масса башни, тонн | Численность орудийного расчёта | Используемые типы снарядов            | Дальность стрельбы, км | Производитель |
| ------------------- | ---------------- | ------------------ | --------------- | ----------------- | ------------------------------ | ------------------------------------- | ---------------------- | ------------- |
| 150-мм, 1886        | 4,8              | от +25 до −2       | 3,7             | 224               | 25 на трёх уровнях             | Железные, стальные, шрапнель, картечь | 8,5                    | Крупп         |
| 120-мм, 1889        | 4,8              | от +25 до −3       | 3               | 188               | 25 на трёх уровнях             | Железные, стальные, шрапнель, картечь | 8                      | Крупп         |
| 210-мм, 1889 и 1891 | 3,6              | от + 35 до −5      | 2,5             | 100               | 13 на двух уровнях             | Железные, стальные, шрапнель, картечь | 6,9                    | Крупп         |
| 57-мм, 1888         | 2,1              | от + 10 до −8      | 1,5             | 34                | 6 на двух уровнях              | Картечь                               | 0,3                    | Норденфельд   |

Также каждый форт имел 57-мм орудия в казематах для фланкирования рва, по 6—8 на форт. Броневые башни обошлись казне в 30 млн франков, бетон — 35 млн, артиллерия — 29 млн. Общая стоимость сооружений Льежа и Намюра составила 100 млн франков. Эти крепости были очень дорогими по тем временам.

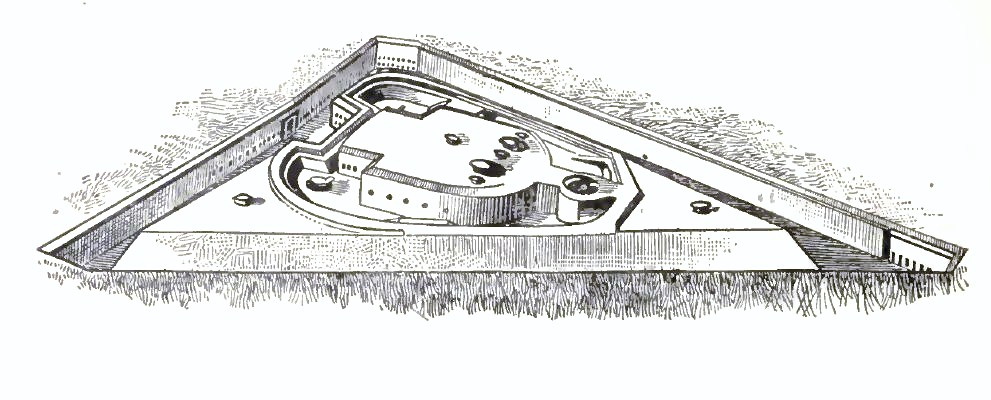
Треугольный бриальмоновский форт, 1914

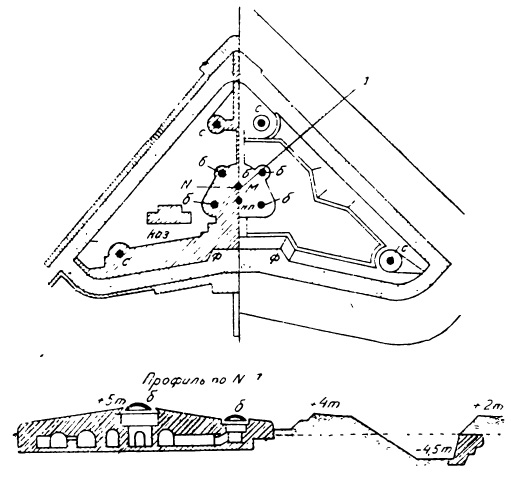
Типовой проект бриальмоновского треугольного форта

Чаще всего форты были треугольные, реже (в зависимости от ландшафта) — четырёхугольные. Треугольная форма оправдывалась лишь тем, что для обороны рва требовалось меньше фланкирующих построек, чем в фортах трапецеидального и пятиугольного начертания. Серьёзным недостатком было то, что применить этот тип форта к неровной местности было весьма затруднительно, не говоря уже о маскировке. Оборона рвов организовывалась следующим образом: два боковых рва фланкировались головным кофром (располагался в вершине треугольника), горжевой (задний) ров — казематированными фланками (на чертеже ф). Ров сухой, глубина рва — 4,5 м, ширина — 8 м. На внешнем откосе рва был насыпан земляной гласис высотой 2 м. Вал в форту был один и предназначался исключительно для пехоты, высота вала — 4 м; по краям вала (в барбетах) устанавливались броневые башенки (на чертеже с) для 57-мм скорострельных пушек. Внутри форта был расположен большой бетонный массив м с броневыми башнями б: центральная башня — для двух 150-мм пушек, две передние — для 210-мм гаубицы каждая, две тыльные — для двух 120-мм пушек каждая. За центральной башней помещался наблюдательный пост нп с электрическим прожектором. В горже были расположены казематы форта (каз), рассчитанные на 2—3 роты гарнизона. Бетонные своды казематов заливались слоем бетона № 2 толщиной 1,5 м и слоем бетона № 3 толщиной 1 м. Состав бетона № 2 — 1:2:7.5, то есть на одну часть цемента, 2 части песка и 7,5 частей гальки (камня). Состав бетона № 3 — 1:2:5 цемента, песка и гальки соответственно. Форты рассчитывались чтобы выдерживать удары артиллерии, равной их собственным самым тяжёлым орудиям. Форты выдерживали удары 210-мм орудий и пробивались более мощными.
Входы были расположены в тыльной части форта, обращённой к Льежу, и представляли собой длинный пандус. Входы были защищены следующим образом: тамбур-сквозник с многочисленными орудийными амбразурами, перпендикулярными входу; катящийся разводной мост, отходящий от края рва на 3,5 м и защищённый гранатомётами; входная решётка; 57-мм орудия, направленные вдоль оси ворот.
В 1914 году каждый форт также имел подразделение пехоты, которое в теории должно было совершать вылазки в расположение осаждающих. На практике, такие вылазки под огнём германской армии совершать было невозможно. Правда, к счастью для защитников, неточность германских артиллеристов была значительной. По крайней мере, 60 % германских снарядов, в основном тяжёлых, пролетали мимо фортов. Крепостные орудия были менее мощными, чем германские, но зато более точными, причём можно было использовать знание местности и поддерживающий огонь соседних фортов. В бою огонь тяжёлой артиллерии делал тыльный ров ненадёжным, немцы могли прорваться через промежутки между фортами и захватить форт сзади.
Отрицательными сторонами крепости были:
- Отсутствие центральной ограды (цитадель, как упоминалось выше, была упразднена), что делало возможным прорыв в город, откуда можно было угрожать всем фортам с тыла.
- Отсутствие заблаговременной подготовки промежутков между фортами, что создавало почву для быстрого прорыва через них отрядами неприятеля.

Помимо технических недочётов, форты были плохо применены к местности, не могли поддерживать друг друга, поэтому легко окружались неприятелем и захватывались поодиночке. Форты могли действовать по промежуткам лишь в исключительных случаях, так как не было создано специальных построек в виде промежуточных капониров и полукапониров; эту цель возложили на орудийные башни, которые играли одновременно роль противоштурмовых, и эта двойственность задачи была лишь во вред. Форты также имели малую площадь, на которой весьма тесно и скученно были расположены оборонительные элементы. Это приводило к быстрому разрушению всех этих элементов и деморализовывало гарнизон, даже когда по нему начинали стрелять орудия 210-мм калибра, на который и были рассчитаны форты.
К началу войны в 1914 году крепость, к тому же, порядком устарела, что признавалось современниками. Например, выдержка из российской газеты от 20 августа 1914 года:

… между тем, Льеж, укрепленный более 30 лет тому назад знаменитым бельгийским военным инженером Бриальмоном, не может быть назван крепостью в современном значении этого слова. Шесть долговременных фортов, с броневыми куполообразными, скрывающимися после выстрела башнями, с 6 промежуточными редутами вынесены всего на 5 верст от города, что далеко не достаточно для дальнобойности современной осадной и тяжелой полевой артиллерии, поражающей с расстояния до 11 верст.
Расстояние между фортами — от 2 до 6 верст — защищено крепостной оградой, не представляющей собою в виду слабой стрелковой обороны серьезного препятствия для атакующего…
— Первая мировая война. 20 (07) августа 1914 года

### Форты Льежа в 1914 году
В 1914 году началась война, и Льеж оказался первым объектом немецкого наступления на пути во Францию. Форты никогда не модернизировались и были неспособны противостоять тяжёлой артиллерии. Во время осады Льежа форты были атакованы тяжёлой германской артиллерией 210-, 280-, 305- и 420-мм калибров. Бомбардировка вскрыла недостатки фортовых конструкции, защиты жилых, санитарных, и вентиляционных помещений, достигнув кульминации со взрывом склада боеприпасов в форту Лонсен. Ещё до этого форты начали сдаваться один за другим, когда становились непригодными для жилья и неспособными ответить на нападение. Хотя первые атаки, которые производились исключительно пехотой, были отбиты с большими потерями для наступающих, германцы, после введения тяжёлой артиллерии, прорвали оборону между фортами, проникли в Льеж и взяли его прежде, чем сдался первый форт.
Вот как описывала это событие российская пресса того времени. Выдержка из российской газеты от 19 сентября 1914 года:

Форт Флерон, взятый на четвертый день осады, был защищен проволочными заграждениями. Здесь храбрые защитники которым сперва пришлось пересечь глубокий ров, всю ночь подвергались обстрелу превосходных неприятельских сил. Но самых крупных жертв потребовала оборона валов которые были почти сравнены с землею действием тяжелой полевой артиллерии, Здесь дело дошло до рукопашной, когда последние геройские защитники вышли из своих подвалов, в которых они укрывались от бомб.
Страшное зрелище представляет форт Лажен. По желанию императора взятие последних фортов после падения Льежа не должно было больше стоить ни одной капли немецкой крови. Поэтому форт Лажен был обстрелян с расстояния в 13 километров тяжелой артиллерией. Три метких выстрела привели форт в состояние, какого не могло бы вызвать и землетрясение. Действие 42-сантиметровых гаубиц также было ужасно. Бетонные своды толщиною в несколько метров были разбиты в куски, точно глиняные. Бетонные глыбы величиною с небольшой дом, нагромождены в беспорядке, тяжелые купола броневых башен расколоты, точно глиняные горшки, силою, извергнутою тремя выстрелами этих адских машин. Мысль цепенеет пред столь чудовищной мощью. Под развалинами погребено полтораста трупов. Под одной из огромных глыб бетона мы различаем тело без головы, но с руками, прижатыми к глыбе и словно силящимися столкнуть ее. В казематах до сих пор сидят в большом числе пленные бельгийцы-партизаны.
— Первая мировая война. 19 (06) сентября 1914 года
Оставленные без поддержки, форты должны были выдержать месячную осаду по оценкам 1888 года. В 1914 году форты были полностью подавлены более мощной немецкой артиллерией, которая включала огромные 420-мм мортиры Большие Берты. Поэтому вообще удивительно, что форты успешно сопротивлялись 2 недели. Слабая способность фортов справляться с пороховыми газами, поднятой пылью и зловонием от несоответствующих санитарных условий стали определяющим факторов выносливости гарнизона. Ни один форт, кроме форта Лонсэн, не обладал механической вентиляцией.
Бельгийские форты имели малые запасы провизии, только для повседневных нужд гарнизона, уборные, душевые, кухни и морг, расположенные в контрэскарпе. Это сильно повлияло на способность фортов выдерживать длительный штурм. Эти служебные помещения располагались прямо за казармой, открыто к тыльному рву форта, с более слабой защитой, чем «основные» 2 стороны. Это расположение, ослабляющее заднюю часть, было выбрано с таким расчётом, чтобы позволить бельгийским силам вернуть форт атакой сзади, и тогда, когда механическая вентиляция только зарождалась, делала возможной естественную вентиляцию жилых и служебных помещений. Однако, такой расчёт в теории оказался губительным на практике. Обстрел тяжёлой артиллерией делал тыльный ров ненадёжным, и немецкие подразделения, овладев межфортовыми промежутками, могли атаковать форты сзади. Немецкая бомбардировка вынуждала всех защитников спрятаться в центральной части, где были недостаточные санитарные условия для 500 человек и тяжёлый воздух от такого количества людей. Пользуясь этим, немецкая артиллерия разрушала форты сверху и сзади.
Во время осады 1914 года укрепления выполнили свою роль, задержав немецкую армию на время, достаточное для мобилизации армий Франции и Бельгии. Осада вскрыла недостатки устройства фортов и бельгийской стратегии вообще. Сами форты страдали от плохого понимания бетонной технологии строителями, а также от абсолютно недостаточной защищённости гарнизона и складов боеприпасов от огня сверхтяжёлой артиллерии. Воздух, непригодный для дыхания от бомбардировок, дыма собственных орудий и человеческих отходов был причиной сдачи большинства позиций. И всё же, многодневная задержка возле крепости позволила Бельгии и, что более важно, Франции провести мобилизацию сил. Если бы немцам удалось захватить Льеж так быстро, как они рассчитывали, то немецкая армия оказалась бы под Парижем прежде, чем французы смогли бы организовать его защиту в Первой битве на Марне.

## Position Fortifiée de Liège (PFL)

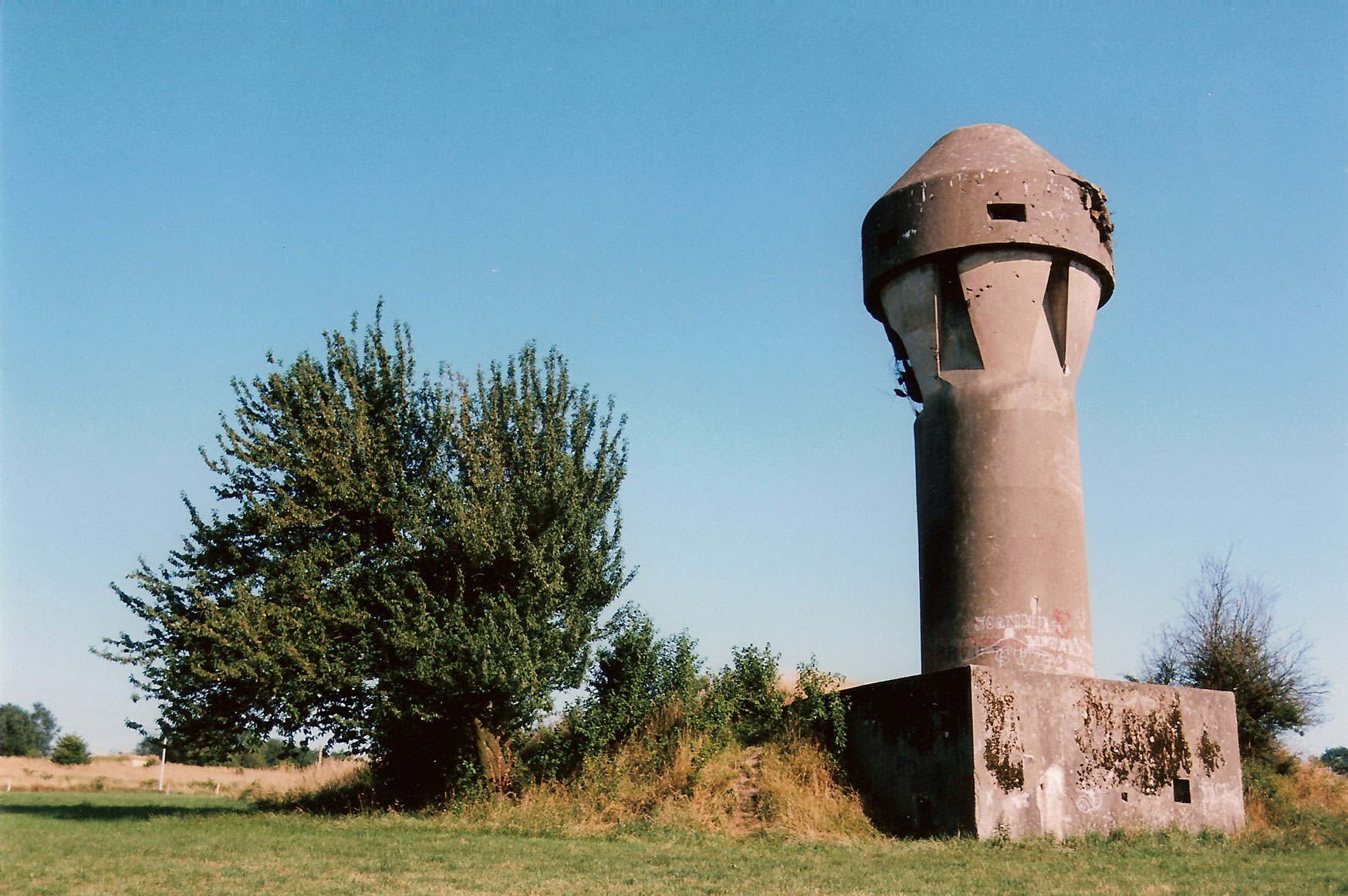
Форт де Бонсель : башня-воздухозаборник

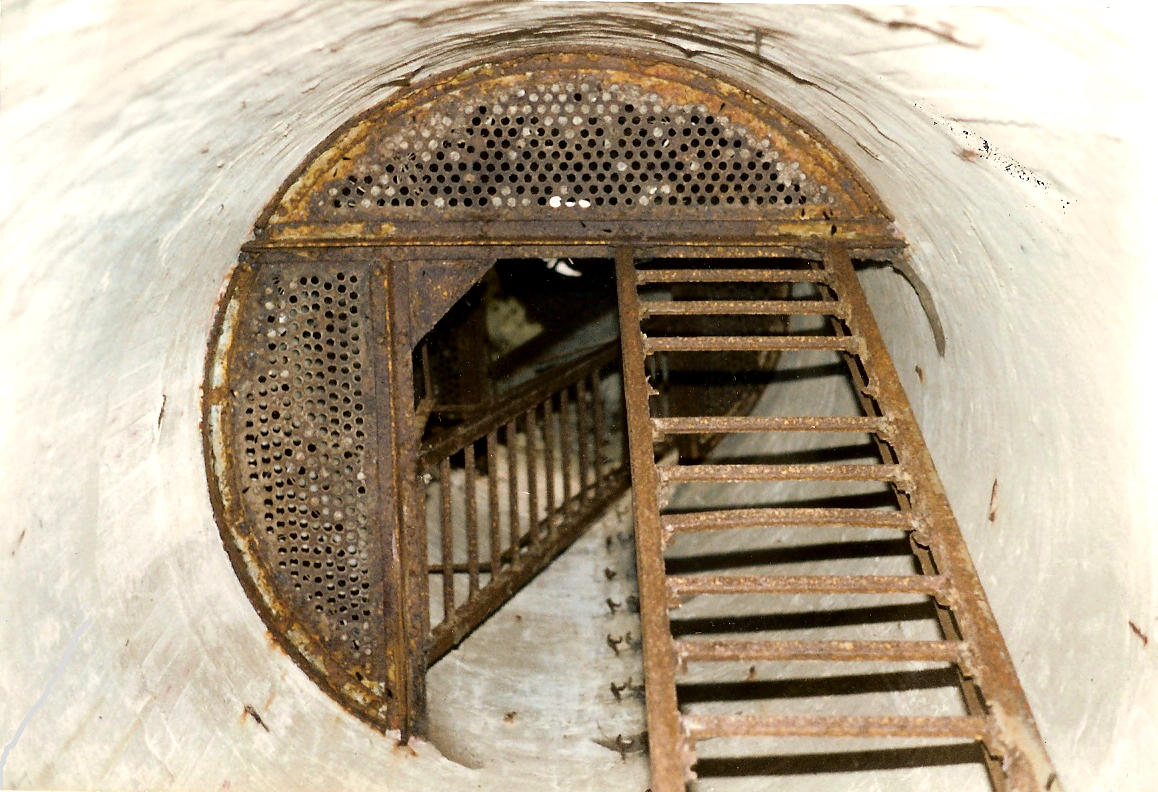
Форт де Бонсель : башня-воздухозаборник изнутри

Укреплённый район был задуман комиссией, которой было поручено предложить вариант восстановления обороноспособности Бельгии после Первой мировой войны. В донесении 1927 года было предложено создать новую линию укреплений к востоку от Мааса. Работа велась с сильными задержками в связи с финансовыми кризисами, поэтому строительство всех укреплений, кроме форта Эбен-Эмаль, пришлось отложить. В 1933 году наконец началась работа на фортах Баттисс, Обен-Нёшато и Танкримон. Другими 2 запланированными позициями не занимались, их заменили фортом Обен-Нёшато, возложив на него роль запланированных фортов в Моен и Лес Ведес.
5 линий обороны укреплённого района:
- Выдвинутые позиции (Positions avancées): 66 небольших бункеров, расположенных близко к границе в качестве задерживающей позиции;
- Укреплённый район I: 4 модернизированных форта при поддержке 178 бункеров;
- Укреплённый район II: Южная и восточная части Бриальмоновской оборонительной линии вокруг Льежа, модернизированной и усиленной внутренними бункерами с противотанковыми препятствиями. В этой части 62 пехотных убежища и 6 фортов;
- Укреплённый район III: Позиция из небольших укреплений, защищающих 3 переправы через Маас. Состоит из 42 бункеров на восточном берегу реки;
- Укреплённый район IV: 3 линии укреплений на западном берегу Мааса, в том числе линия на Маасе из 31 бункеров, линию на Альберт-канале из 9 бункеров и 10 бункеров с фортами Понтисс и Флемаль[26].

### Укреплённый район II
Бельгийцы в корне переделали 8 фортов кольца к югу и востоку от Льежа, планируя после переделать и северную часть. Невозможным оказалось починить форт Лонсен, который был полностью разрушен его собственными боеприпасами в 1914 году. Улучшения коснулись и недостатков, обнаружившихся во время осады 1914 года, сделав кольцо фортов поддержкой основной линии укреплений, что находилась восточнее. Кольцо фортов Льежа вошло в укреплённый район II, форты западного береге реки стали частью укреплённого района IV.
Усовершенствования включали в себя замену 210-мм гаубиц на более дальнобойные 150-мм орудия, 150-мм гаубицы — на 120-мм, и добавление пулемётов. Были улучшены генераторные установки, вентиляция, санитарные условия, порядок размещения войск, а также коммуникации. К этому были добавлены изменения, которые были уже сделаны немцами во время занятия ими фортов в Первую мировую войну. В частности, модернизированные форты получили защищенные башни-воздухозаборники, построенные таким образом, чтобы быть похожими на водонапорные башни, которые могли функционировать как наблюдательные пункты и запасные выходы.

### Укреплённый район I
4 новых форта были построены в 20 километрах к востоку от Льежа, вместо запланированных 6. В отличие от кольца, защищающего Льеж, новая линия укреплений была по схеме такой же, как французская линия Мажино: ряд позиций вдоль границы, предназначавшиеся скорее для остановки продвижения противника на территорию Бельгии, чем чтобы защищать конкретную укреплённую точку. Эта новая линия образовала укреплённый район I, основную оборонительную линию против Германии, в том числе против германского продвижения через территорию Голландии в районе Маастрихта. Форт Эбен-Эмаль был расположен так, чтобы прикрыть водную преграду (Альберт-канал) и укрепить северный край линии Диль. Имел дальность обстрела на север до Маастрихта. Форт Баттисс занял вторую стратегическую точку: закрыл главную дорогу и ж/д ветку из Ахена. Форты Танкремон и Обен-Нёшато прикрывали промежутки. Форт Сунье-Ремушамп, от которого отказались, должен был быть подобен малым фортам, планы 2 небольших фортов в Комблен-дю-Пон и Лес Ведес были отклонены ещё на ранних стадиях планировочного процесса. Большие форты имели 2000 человек гарнизона, малые — по 600.
Несмотря на то, что общее строение оборонительной линии скопировало линию Мажино, конструкции фортов не претерпели значительных изменений. В отличие от французских укреплений, распределенных вдоль одной основной главной галереи (потерны), бельгийские форты остались рядом хорошо вооружённых, тесно сгруппированных боевых блоков, окружённых защитным рвом. Эбен-Эмаль и Баттисс были оснащены 120-мм орудийными башнями, радиусом обстрела 18 км, все 4 форта — 75-мм орудийные башнями, радиусом 10 км, и французскими 81-мм миномётами. Эбен-Эмаль, с его расположением вдоль искусственного утёса за Альберт-каналом, был единственным фортом, который имел артиллерийские казематы. Ровное место также обеспечивало естественно защищенное местоположение для воздухозаборников форта. Новые форты имели солидный уровень бетонной и броневой защиты, толщиной бетона 3,5—4,5 м, а брони на башнях — более 45 см. Учитывая опыт Первой мировой, промежутки между фортами были плотно застроены наблюдательными пунктами и пехотными убежищами.

### Форты, построенные перед Второй мировой войной
Начиная с севера:
- Форт Эбен-Эмаль;
- Форт д'Обен-Нёшато[англ.];
- Форт де Баттисс[англ.];

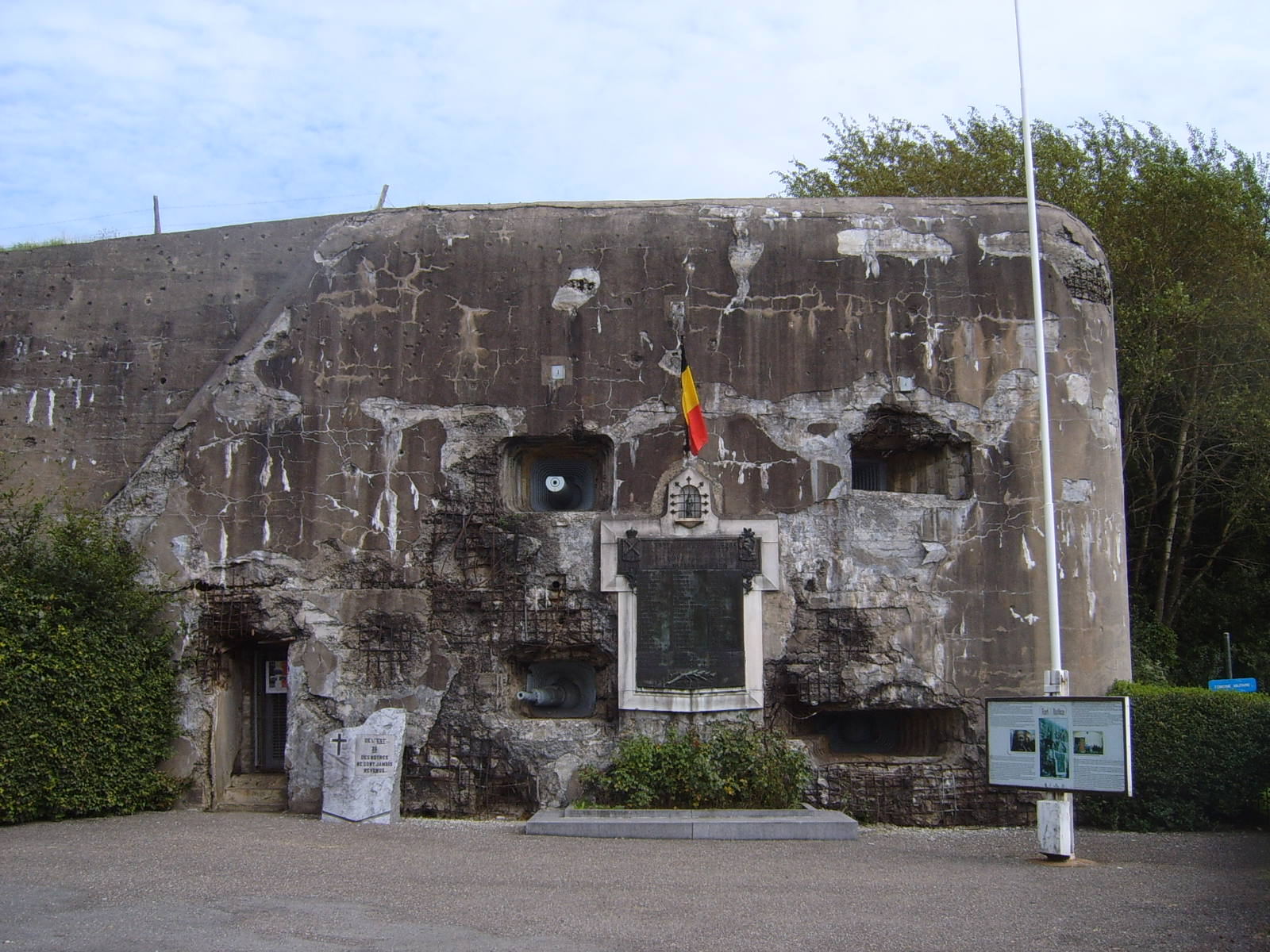
Мемориал при входе в форт Баттисс

- Форт де Вед рядом с Манеан, коммуна Эрв (запланирован, но не построен);
- Форт де Танкримон[англ.] или Pepinster;
- Сунье-Ремушамп (планировался).

## Гарнизон
В 1940 году укреплённым районом командовал полковник Модар, его помощником был полковник Роза. Он командовал 5 полками:
- 1 Льежский крепостной полк: Эбен-Эмаль;
- 2 Льежский крепостной полк: Понтисс, Баршон and Обен-Нёшато;
- 3 Льежский крепостной полк: Эвенье и Флерон;
- 4 Льежский крепостной полк: Шофонтен, Амбур, Бонсель, Флемаль и Танкримон;
- 5 Льежский крепостной полк: Баттисс[32].

## Во Второй мировой войне
Бельгийское командование считало Эбен-Эмаль ключевым укреплением на северной от Льежа границе. По причине своего стратегического расположения он навлекал на себя первый удар немцев. Ввиду его огромных размеров немцы решили использовать необычную наступательную стратегию: с использованием отрядов парашютного десанта. Форт был атакован в самом начале бельгийской операции 10 мая 1940 года и был обезоружен за несколько часов отрядом из 85 человек с новыми переносными кумулятивными зарядами. Неэффективная бельгийская внутренняя оборона форта позволила атакующим использовать свои кумулятивные заряды, чтобы разрушить фортовые орудийные башни и пулемётные бронеколпаки.
Покончив с Эбен-Эмалем, немцы в тот же день, 10 мая, приступили к атаке других новых фортов, только уже более общепринятыми методами. Форты укреплённых районов I и II пытались поддерживать друг друга прикрывающим огнём, но без особого успеха. Форты укреплённого района I быстро пали, Баттисс и Обен-Нёшато сдались 22 мая. Танкримон был обойдён.
Атаки на форты укреплённого района II начались 12 мая после того, как бельгийская полевая армия покинула Льеж. Оказавшись изолированными, форты просто сдавались. Форт де Флемаль подвергся воздушной атаке и сдался на следующий день. 18 мая форт де Баршон был атакован при поддержке 420-мм гаубиц тем же батальоном, который взял Эбен-Эмаль и сдался в тот же день, также как Флерон и Понтисс. Эвенье пал 20 мая. Другие южные форты были обойдены и пали 28 мая, это принято считать капитуляцией бельгийского гарнизона. Танкримон держался до следующего дня и сдался последним.
В дальнейшем, во время Второй мировой войны Эбен-Эмаль был заброшен, использовался лишь для пропагандистских фильмов и испытаний поражающего эффекта различных видов оружия, включая бронебойные снаряды. Баттисс и Обен-Нёшато также использовались для таких испытаний.

## Нынешнее время
Из дюжины Бриальмоновских фортов 7 открыты для публики и доступны для посещения — Лонсен, Лантен, Флемаль, Оллонь, Понтисс, Баршон и Амбур. Шофонтен можно посетить лишь в определённое время, но он не был восстановлен. Со времени взрыва 15 августа 1914 года форт Лонсен — военное кладбище и мемориал. Форт Лантин был в значительной степени восстановлен, и, так как он не был перевооружен между войнами, он хорошо иллюстрирует внешний вид форта 1888 года.
Другие форты были частично засыпаны землёй (Флерон, Бонсель) и закрыты для посещения, открыта лишь башня-воздухозаборник форта Бонсель. Оставшиеся форты являются базами снабжения для бельгийской армии.
4 межвоенных форта сохранились по-разному, хотя все открыты для посещения. Лучше всех со всем своим оборудованием сохранился Танкримон. Хотя остальные форты и Эбен-Эмаль остаются военной собственностью, последний управляется Ассоциацией форта Эбен-Эмаль как музей.